# 墨香オンライン
墨香オンライン（ぼっこう―）は、韓国のEYA INTERACTIVE社が開発した武侠MMORPG。
日本では、NETTS JAPAN（ネッツジャパン）によって運営されている。
アイテム課金制であり、基本プレイは無料（2006年4月6日、アイテムモール開始）。
2007年3月8日よりサービスが一旦停止となり、タイトルが『Feats of Arms』に変更された。これまでのプレイデータは全てリセットされている。
Feats of Armsは、2008年10月21日をもってサービスを終了。

## ゲームの特徴
- スキル制とレベル制の両立。
- 対人サーバー（PK可）と、平和サーバー（PK不可）に分かれている。（対人サーバーと平和サーバーには互換性が無く、キャラクターのサーバー間の移動などはできない。）

ただし、相手の承諾を得ての対戦（比武）は、いずれのサーバーでも可能。
- 日本版では、日本向けに仕様が変更されている（プレイヤーキャラクターの顔グラフィックなど）。
また、2ちゃんねるとのコラボレーションにより、いくつかのアスキーアートキャラクターが登場する。（モナー・ギコ・しぃ・ようかんマンが確認されている）

- 武器は、剣・拳（グローブ）・刀・槍・弓・暗器の6種類。

- 職業は存在せず、プレイヤーは五行の各属性によって分けられる。

## 墨香オンライン時代での問題点
- 「正式サービスではプレイヤーキャラクタとしても使用可能」と言われていたモナーであるが、街のNPCとしては登場したものの（ただ歩き回るのみで会話などは出来ず）、プレイヤーキャラクタとしては実装されないままであった（Feats Of Armsでも引き続き展開される様子、今後の詳細は現在不明）。
- グラフィックの割に、表示性能をかなり要求され、場合によっては画面の描画が著しく遅い。
- 未実装システムなど、アップデートのペースが非常に遅かった。
- しかし、価格.comより、2005年、秋・冬モデルPCのスペックにおいては、CPU：Pentium 4～Pentium D、RAM：256～512MBが主流だった。